# روبرت أندرسون (سياسي)
روبرت أندرسون (بالإنجليزية: Robert Anderson)‏ هو سياسي نيوزلندي، ولد في 22 يناير 1936 في المملكة المتحدة، وتوفي في 24 أكتوبر 1996 في نيوزيلندا بسبب سرطان. حزبياً، نشط في الحزب الوطني في نيوزيلندا. وقد انتخب عضو مجلس النواب النيوزيلندي.